# 1331 Solvejg
1331 Solvejg è un asteroide della fascia principale del diametro medio di circa 32,08 km. Scoperto nel 1933, presenta un'orbita caratterizzata da un semiasse maggiore pari a 3,0976087 au e da un'eccentricità di 0,1906101, inclinata di 3,10110° rispetto all'eclittica.
L'asteroide è dedicato all'omonima protagonista del poema drammatico Peer Gynt di Henrik Ibsen.